# 캔터베리 이야기 (1972년 영화)
《캔터베리 이야기》(이탈리아어: I racconti di Canterbury)는 1970년 개봉한 이탈리아의 풍자, 코미디 옴니버스 영화이다. 피에르 파올로 파솔리니가 감독과 각본을 맡았으며, 제프리 초서의 동명 문학집이 영화의 원작이다. 파솔리니의 인생 삼부작 중 두 번째 작품이다. 제22회 베를린 영화제 황금곰상 수상작이다.

## 출연

### 주연
- 휴 그리피스
- 로라 베티
- 니네토 다볼리

### 조연
- 프랑코 치티
- 조시핀 채플린
- 앨런 웹
- 피에르 파올로 파졸리니

## 기타
- 원작자: 제프리 초서
- 미술: 단테 페레티
- 의상: 다닐로 도나티